# فيليكي ترنوفاتس
فيليكي ترنوفاك (Велики Трновац) هي مدينة في بتشينجا في مقاطعة وسط صربيا في صربيا.
يبلغ عدد سكانها حوالي 6618 نسمة.